# Ілімський Спеціальний ВТТ
Ілімський Спеціальний ВТТ — виправно-трудовий табір ГУЛАГ (рос. ГУИТК МВД), організований 13.09.55 на базі 4-го відділення Ангарського ВТТ для «кримінально-бандитського елемента». При відкритті штатна чисельність — 5000 з/к.
17.07.56 він ліквідований, табірні підрозділи повернуті в Ангарлаг, де організовано спеціальне відділення суворого режиму на 5000 з/к.
Дислокація: Іркутська область, Нижньо-Ілімський р-н, р.п. Ілім.